# Isabel de Almaraz
Isabel de Almaraz, señora de Almaraz, Deleitosa y Belvís de Monroy (siglo XIV-1453), fue una noble española.

## Biografía
Natural de las tierras extremeñas, era hija —y heredera— de Diego Gómez de Almaraz y María Velázquez de Tapia. Se casó con Fernán Rodríguez Monroy, aliviando así las disputas entre ambas casas. A la muerte de Diego de Monroy, el primogénito, Fernán e Isabel repartieron los señoríos, dando lugar a nuevas disputas.
Fue madre de María Rodríguez de Monroy, la Brava.
Falleció en 1453.